# Toba-tó
A Toba-tó 100 km hosszú, 30 km széles, a legmélyebb pontja 505 m. Az indonéziai Szumátra-sziget északi részén található. Felszíne 900 méterrel emelkedik a tengerszint fölé. A világ legnagyobb vulkáni eredetű tava. Kedvelt turisztikai célpont.

## Geológiája
1949-ben a holland Rein van Bemmelen geológus fedezte fel, hogy a tó körül vulkáni eredetű kőzetréteg található, és a tó maga vulkáni kráterben fekszik. Későbbi vizsgálatok nagy mennyiségű – e kőzettel azonos – riolithamut mutattak ki innen 3000 km-re Malajziában és Indiában, óceánkutatók pedig tobai hamut találtak az Indiai-óceán fenekén és a Bengáli-öbölben.

## Toba-katasztrófa elmélet

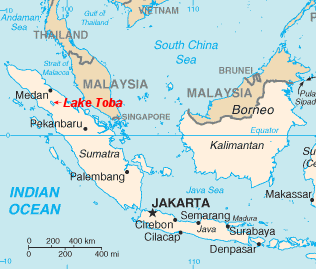
A Toba-tó Szumátra-szigetén (piros nyíllal jelölve)

A Toba-tó helyén 75 000 évvel ezelőtt történt kitörés 2800 köbkilométer anyagot dobott a levegőbe, így ez volt az utóbbi 25 millió év legnagyobb kitörése. (A vulkánkitörési index szerinti nyolcas fokozatú, "szupervulkáni" léptékű esemény.) Összehasonlításképpen: a Szent Ilona hegy 1980-as, az emberi történelemben nagynak számító kitörése mindössze 1,2 köbkilométer anyagot hozott a felszínre, míg az ugyancsak indonéziai Tambora 1815-ös kitörése kb. 80 köbkilométer anyagot lövellt ki, és nyár nélküli évet okozott az északi féltekén. A szintén indonéziai Karakatau több, mint 35 ezer halálos áldozatot követelő és a szigetvulkán kétharmadát elpusztító 1883-as kitörése 25 köbkilométer törmeléket dobott ki. A minószi kultúrának véget vető, az Égei-tengeren fekvő Théra sziget vulkánjának i.e. 1500 körül történt hatos-hetes fokozatú kitörése kb. 60 köbkilométer kőzetet lövellt szét és a vulkánsziget nagy részét is elpusztította.
A kitörés erejére jellemző, hogy az egész Indiai-szubkontinenst 15 cm vastagon terítette be a vulkáni hamu, de Közép-Indiára egy helyen hatméteres, Malajzia egyes részeire kilencméteres hamuréteg rakódott. Továbbá – a számítások szerint – a kitöréssel mintegy tízmilliárd tonna kénsav került az atmoszférába, savas esővel mérgezve tovább a környezetet.
A kitörés után a vulkán kalderát formálva roskadt magába, ami vízzel feltöltődve létrehozta a Toba-tavat. A tó közepén található szigetet pedig később a vulkáni kürtőben megemelkedő, majd megszilárduló magma alakította ki.
Bár az évet nem lehet pontosan meghatározni, az évszakot igen, mert csak a nyári monszun sodorhatta a vulkáni hamut a Dél-kínai-tengerbe. A kitörés talán két hétig tarthatott, majd az ezt követő "vulkáni tél" a Föld átlaghőmérsékletét mintegy 3-3,5 °C-kal csökkentette az elkövetkező néhány évben. Délkelet-Ázsiában nagyon kevés állat- és növényfaj maradhatott életben, illetve valószínű, hogy a kitörés fajok globális kihalásához vezetett. 
Grönlandi jégminták a szervesszén-szint jelentős csökkenését mutatják az időszakban. 1998-ban Stanley Ambrose régész azt állította, hogy a kitörés olyan vulkanikus telet okozott, amely néhány ezer főre csökkentette az akkor élt emberek számát. Kijelentéseit mitokondriális DNS-en alapuló bizonyítékokkal támasztotta alá, melyek szerint az emberiség genetikai változatossága sokkal szegényesebb, mint a hasonló korú törzsfejlődésen átment más fajoké.

## Külső hivatkozások
- Műholdkép a Google Mapsen
- Szupervulkán-kitörés Indonéziában (magyar)
- Toba, Szumátra, Indonézia (angol)
- Stanley H. Ambrose cikke (angol)
- Joel Achenbach, Ki tudta?, National Geographic (angol)